# Деверо-Блэйк, Кетрин
Кетрин Деверо-Блэйк (англ. Katherine Devereux Blake; 10 июля 1858, Нью-Йорк, США — 2 февраля 1950) — американский педагог, борец за мир, за права женщин и писатель. Она проработала 34 года в качестве первого директора PS 6, также известной как Школа Лилли Деверо-Блэйк.

## Биография
Кэтрин родилась в Нью-Йорке 10 июля 1858 года. Её родителями были Фрэнк Джеффри Куэй и Лилли Деверо-Блэйк. Она получила начальное образование в школе мисс Уокер и школе Святой Марии. Кэтрин в дальнейшем окончила Хантерский колледж в 1876 году, изучая педагогику, затем училась в педагогической школе Нью-Йоркского университета с 1887 по 1888 годы.
Кетрин занимала должность директора государственной школы PS 6 в 1894 году. В 1897 году она организовала первую вечернюю среднюю школу для женщин в Нью-Йорке. Она была председателем комитета учителей и директоров, который создал и передал мэру Уильяму Расселу Грейсу петицию с просьбой о назначении женщин в Департамент образования Нью-Йорка. Она созвала комитет женщин-учителей и директоров, которые первыми сделали попытку обеспечить достойную зарплату городским учителям. Она говорила с президентом Франклином Рузвельтом, когда он обращался к национальной образовательной ассоциации. Она составила первую статистику, показывающую количество тёмных и плохо освещённых комнат в государственных школах. Она писала стихи и прозу для периодических изданий. Кетрин занимала должность вице-президента ассоциации женщин-директоров Нью-Йорка. Она была членом специальной городской комиссии Нью-Йорка национальной ассоциации образования и исполнительного комитета выпускников педагогического колледжа. Она также была членом-учредителем общества политических исследований. Кетрин была борцом за мир и суфражисткой. В рамках своей миротворческой деятельности она работала в Нью-Йорке председателем Международной женской лиги за мир и свободу. Включённая в её суфражистскую деятельность, она вместе с сотнями учителей приняла участие в параде в Нью-Йорке 1915 года, организованном Ассоциацией избирательного права женщин.
Кетрин Деверо-Блэйк умерла в Сент-Луисе 2 февраля 1950 года.